# Herpestes ochraceus
Herpestes ochraceus (сомалійська струнка мангуста) — рід ссавців, представник ряду хижих із родини мангустових.

## Поширення
Обмежується північно-східною Африкою, а саме Сомалі, сусідніми районами Ефіопії і трохи північнім сходом Кенії, приблизно до 600 м над рівнем моря в Ефіопії. Є мало інформації про цей вид. Передбачається, що він відносно поширений в посушливих регіонах.

## Морфологія
Довжина хвоста у самців становить близько 25-29 см, досягаючи 85-90 % довжини голови й тіла. Колір дуже мінливий, від темно-коричневого до світло-сірого.
| Зубна формула   |
| --------------- |
| I 3 C 1 P 4 M 2 |
| I 3 C 1 P 3 M 2 |

## Загрози та охорона
Можна припустити, що у зв'язку з проживанням у напівпосушливих умовах, серйозних загроз для виду немає. Не відомо чи цей вид зустрічається в будь-якому з охоронних районів.